# Willy van Heekern
Willy van Heekern (* 1898 in Kevelaer; † 1989 in Essen) war ein im Ruhrgebiet tätiger freier Fotograf.

## Leben
Van Heekern wurde als das älteste von fünf Kindern des Kirchenmalers und Gemälderestaurators Arnold van Heekern geboren. 1908 siedelte die Familie nach Essen über. Die Fotografie und Laborarbeit lernte van Heekern im Atelier seines Vaters kennen. 1916 wurde er in den Ersten Weltkrieg einberufen, 1918 erlitt er eine Kampfgasvergiftung in Flandern.
Seine ersten veröffentlichten Aufnahmen machte van Heekern 1920 vom Kapp-Putsch mit einer 13×18 Reisekamera. Seine Bilder wurden in einem Schreibwarenladen ausgestellt. In den folgenden Jahren fotografierte van Heekern für Betriebe und Geschäfte, seine Aufnahmen wurden für die Produktwerbung in Prospekten und für den Postkartenverkauf von Städtebildern verwendet. Gegen Ende der 1920er Jahre verkaufte er Bilder von Sportereignissen bis ins Ausland. Seine erste wichtige Veröffentlichung war ein Bericht 1930 über das Grubenunglück der Grube Anna in Alsdorf mit 304 Verletzten und 271 Toten – das Gelände war kurz nach seinen Aufnahmen abgesperrt worden. Er fotografierte auch gern Politiker, weil sich deren Bilder überregional gut verkaufen ließen, etwa Aristide Briand 1925, Heinrich Brüning im Stadion Rote Erde 1932 oder Engelbert Dollfuß 1932.
Er heiratete 1930 Ellinore Mathia, 1931 wurde ihre Tochter Dorothea Antonie Marie geboren. Zu diesem Zeitpunkt konnte er sich von seinem Beruf bereits ein Auto leisten. Ab 1930 machte van Heekern erste Versuche auf einer Leica mit dem Kleinbildformat, verwendete weiter aber auch eine Schlitzverschlusskamera von Contessa-Nettel, eine Ermanox und eine 18×24 bzw. 13×18 Reisekamera.

### 1933–1945
Im Jahre 1933 musste van Heekern Mitglied des Reichsverbandes der Deutschen Presse werden. Er arbeitete zu diesem Zeitpunkt für die der Zentrumspartei nahestehende Essener Volkszeitung und wurde deshalb des Öfteren als "schwarze Sau" beschimpft. Im März 1933 versuchte er Aktionen von SA-Angehörigen in der Kettwiger Straße zu fotografieren, als jüdische Geschäfte boykottiert wurden. Er wurde verhaftet, seine belichteten Platten beschlagnahmt.
Ab 1936 arbeitete van Heekern für die Essener Verlagsgesellschaft Dr. v. Chamier und wurde als offizieller Reporter der verlagseigenen Essener Volkszeitung zu den Olympischen Spielen von Berlin zugelassen. Im gleichen Jahr fotografierte er Adolf Hitler bei einer Rede vor der Belegschaft der Krupp AG, 1938 Benito Mussolini und Hitler gemeinsam auf dem Bahnhofsvorplatz.
Seine späteren Reportagethemen waren zum Beispiel 1941 die Nationalsozialistische Volkswohlfahrt, 1942 die Kinderlandverschickung und 1944 das Winterhilfswerk im Ruhrgebiet. Er erhielt von offizieller Seite teilweise unbezahlte Dokumentationsaufträge, die ihn aber vor der Einberufung in den Zweiten Weltkrieg schützten. Er fotografierte auch die Kriegszerstörungen, so nach der ersten schweren Bombardierung Essens 1943 bis hin zur schwersten Bombardierung am 11. März 1945, neben den Aufnahmen rauchender Trümmerlandschaften auch tote Frauen und Kinder einer Bombennacht, Zwangsarbeiterinnen, die Trümmerbeseitigung durch Häftlinge.

### 1945–1970
Nach dem Krieg fotografierte er 1946 die Demontage bei Krupp, den Wiederaufbau und Trümmerfrauen in der Ruine der Lichtburg. Die Nachforschungen der Historikerin Leonie Treber im Zusammenhang mit ihrem Werk Mythos Trümmerfrauen von 2014 legen nahe: Bei dem am häufigsten reproduzierten Foto, das vier Frauen zeigt, handelte es sich nicht um eine Alltagssituation, sondern um eine gestellte Presseaufnahme: Weder Kleidung noch Frisur oder Hände der zurechtgemacht wirkenden Frauen passen zur harten Arbeit der Trümmerräumung, drei von ihnen lachen in die Kamera. Es besteht die Vermutung, dass der Fotograf Fotomodelle engagierte und in Szene setzte. In van Heekerns Nachlass fand sich ein weiteres Foto, auf dem zwei der hier gezeigten Frauen in einem anderen Bildmotiv ähnlich abgebildet sind. Andere Bilder des Fotografen zur Dokumentation der Trümmerräumung, die jedoch nur Männer bei den Arbeiten zeigen, wirkten, so Treber, viel weniger gestellt.
In den folgenden Jahren fotografierte van Heekern Heimkehrer, Oberbürgermeister Gustav Heinemann beim Tauziehen mit seinen Ratsherren 1950, den Tenor Beniamino Gigli 1952, die Spieler Rot-Weiss Essens als Deutsche Meister 1955, Theodor Heuss 1955, Maria Callas 1962 im Saalbau, Pina Bausch in der Folkwangschule, Konrad Adenauer bei seinem letzten Besuch in Essen 1961, Willy Brandt als Bundeskanzlerkandidat 1965. Dazu kamen viele Aufnahmen aus dem Alltag, Aufnahmen von Sportveranstaltungen, Kundgebungen, Ostermärschen usw.
Zu van Heekerns Kunden zählten die Ruhr-Nachrichten, die Westdeutsche Allgemeine Zeitung, die Rheinische Post und viele andere Zeitungen und Zeitschriften. 1970 ging van Heekern in den Ruhestand. Dem Museum Folkwang gelang es mit Mitteln der Kulturstiftung Ruhr im Herbst 1984 sein Bildarchiv zu erwerben. Es umfasst ungefähr 10.000 Diapositive, ferner Glasplattennegative, Roll- und Kleinbildfilme. Andere Teile seines Archivs waren nach dem Zweiten Weltkrieg geplündert worden. Van Heekern begrüßte es, dass sein Lebenswerk nicht geteilt wurde: "Mein Archiv gibt Auskunft über Zeitgeschehen, wie ich es erlebt und gesehen habe."
Seine letzte Ruhestätte fand Willy van Heekern auf dem städtischen Friedhof Essen-Rellinghausen, Am Glockenberg.